# Klasztor Franciszkanów we Wschowie
Klasztor Franciszkanów we Wschowie − franciszkański dom zakonny, wchodzący w skład Prowincji Św. Franciszka Zakonu Braci Mniejszych w Polsce, na terenie diecezji zielonogórsko-gorzowskiej, w województwie lubuskim. Klasztor jest siedzibą parafii św. Józefa Oblubieńca NMP oraz sanktuarium diecezjalnym NMP Matki Bożej Pocieszenia. 

## Historia
Zespół klasztorny franciszkanów, dawniej bernardynów, jest usytuowany poza granicami starego miasta, pomiędzy ulicami Klasztorną a Niepodległości. Bernardyni zostali sprowadzeni do Wschowy przez Kazimierza Jagiellończyka w 1457 roku. W tym właśnie czasie został wzniesiony kościół i klasztor. Te pierwsze budowle wykonane zostały w konstrukcji szachulcowej. W roku 1556 klasztor ten został spalony przez protestantów. Po pożarze bernardyni przenieśli się do Kościana, w 1629 roku wrócili do Wschowy i odbudowali kościół i klasztor. W 1667 roku wybuchł kolejny pożar i częściowo zniszczył kościół. W XVIII wieku nastąpiła rozbudowa klasztoru. W 1731 roku wzniesiono kaplicę Św. Krzyża, w latach 1745-1747 został założony dziedziniec odpustowy z krużgankami. Wieża kościelna została rozbudowana w 1742 roku, projekt ten wykonał Jan Józef Steuer z Rydzyny. W 1745 roku została wykonana barokowa polichromia na sklepieniach nawy oraz prezbiterium. W 1945 roku klasztor wraz z kościołem został przejęty przez franciszkanów z Prowincji Wniebowzięcia Najświętszej Maryi Panny Zakonu Braci Mniejszych w Katowicach. W 1991 przeszedł do nowej Prowincji Św. Franciszka w Poznaniu.
W sierpniu 2017 dekretem biskupa zielonogórsko-gorzowskiego Tadeusza Lityńskiego w porozumieniu z prowincją franciszkańską została tu utworzona parafia św. Józefa Oblubieńca NMP.
19 marca 2018 dekretem biskupa Tadeusza Lityńskiego kościół św. Józefa został ustanowiony sanktuarium Najświętszej Maryi Panny Matki Bożej Pocieszenia.
4 września 2020 dekretem papieskim Matka Boża Pocieszenia ze Wschowy została ogłoszona Patronką miasta Wschowa.
4 września 2021 abp Stanisław Gądecki oraz bp Tadeusz Lityński ukoronowali cudowny obraz Matki Bożej Pocieszenia ze Wschowy.

## Charakterystyka zespołu klasztornego
Kościół jest świątynią późnorenesansową z elementami gotyku i barokowo-rokokowym wnętrzem. Cały ten obiekt murowany jest z cegły, nie jest jednak otynkowany. Od strony zachodniej kościoła przylega wieża, która jest nakryta baniastym hełmem. Główny ołtarz oraz boczne są wykonane w stylu rokokowym przez Antoniego Schulza z Rawicza. W ściany naw zostały wbudowane renesansowe epitafia Mikołaja Tarnowskiego oraz rodziny Gurowskich z portretami trumiennymi.
Sklepienie nawy jak i prezbiterium pokrywa barokowa polichromia, natomiast ściany boczne nawy i prezbiterium pokryte są ozdobnymi malowidłami z polskimi herbami szlacheckimi nad dolnymi oknami.
Kaplica św. Krzyża, która przylega do przedsionka od strony północnej, jest budowlą murowaną założoną na rzucie prostokąta. W środku znajduje się ołtarz rokokowy z 1778 roku oraz ocalała z pożaru w 1558 gotycka rzeźba Chrystusa Ukrzyżowanego z XV wieku. Dziedziniec odpustowy znajduje się od strony północno-wschodniej. W narożnikach muru (ryzality boczne) widoczne są wieżyczki z kapliczkami, w których znajdują się rokokowe ołtarze z końca XVIII wieku.
Klasztor franciszkanów przylega do kościoła od strony południowej, budynek ten jest trzyskrzydłowy z wirydarzem. Do kościoła franciszkanów wchodzi się przez wybudowane z krużgankami wejście, które posiada trzy arkady, pomiędzy nimi na osi filarów na postumentach znajdują się dwie rzeźby. W górnej części ściany nad zwornikami arkad znajdują się nisze, w których umieszczono kamienne rzeźby świętych. Wejście do kościoła zamknięte jest ozdobną żelazną kratą z XVII wieku oraz drzwiami klepkowymi ze starymi okuciami.

## Literatura
- Zespół Klasztorny Franciszkanów we Wschowie. Przewodnik turystyczny.
- Wschowa – miasto i powiat, praca zbiorowa, LTK, Zielona Góra 1970.